# Mához egy hétre már nem leszek itt
A Mához egy hétre már nem leszek itt - vagy Utcára nyílik a kocsmaajtó egy ismeretlen szerző által írt műdal - körulbelül a 60-as évek elejéről.

## Kotta és dallam
| Mához egy hétre már nem leszek itt. Elvisz a gyorsvonat engemet is. Gyorsvonat, sebes vonat valahol megáll, ha megáll, nyújtom a jobb kezem, szervusz, babám. | Utcára nyílik a kocsmaajtó, Kihallatszik belőle a szép muzsikaszó, Sört ide, bort ide, te szép barna lány, Hadd mulatom ki magam igazán! | Szeretni, szeretni szerettelek, Feleségül elvenni sose mertelek, Menyasszonyi fátyol ha fejedre kerül, ha kerül, Szívem a bánatba belemerül. |

## Felvételek
- Mához egy hétre már nem leszek itt. Radics B. Jenő és népizenekara  YouTube (1961. március 17.)  (Hozzáférés: 2016. október 27.) (audió)
- Mához Egy Hétre Már Nem Leszek Itt. Dupla KáVé  YouTube (2016. május 21.)  (Hozzáférés: 2016. október 27.) (audió)
- Mához egy hétre már nem leszek itt. Eridanus együttes  YouTube (2012. június 22.)  (Hozzáférés: 2016. október 27.) (videó) lakodalmas rock
- Utcára nyílik a kocsma ajtó. Zita és Ani  YouTube (2010. október 26.)  (Hozzáférés: 2016. október 27.) (videó) négykezes zongora